# Custos Rotulorum de Durham
 (décembre 2022).
Le custos rotulorum du comté de Durham (gardien des rouleaux : gardien des archives du comté, c'est-à-dire le plus haut fonctionnaire civil du comté, et l'un des juges de paix) était autrefois nommé par l'évêque de Durham jusqu'à l'abolition de ses droits palatins à la suite de la loi de 1836 sur le palatinat de Durham. Après cette date, la fonction de custos rotulorum a été transmise au Lord-lieutenant de Durham.
Ceci est une liste incomplète des personnes qui ont servi comme Custos Rotulorum de Durham.
- Thomas Layton, 1574
- George Baker, 1621
- William Talbot, 1722–1730 (évêque de Durham)
- Edward Chandler, 1730–1750 (évêque de Durham)
- Joseph Butler, 1750–1752 (évêque de Durham)
- Richard Trevor, 1752–1771 (évêque de Durham)
- John Egerton, 1771–1787 (évêque de Durham)
- Thomas Thurlow, 1787–1791 (évêque de Durham)
- Shute Barrington, 1791–1826 (évêque de Durham)
- William Van Mildert, 1826–1836 (évêque de Durham)

Pour les custodes rotulorum ultérieurs, voir Lord-Lieutenant de Durham.